# 이집트 공화국의 역사

## 이집트 공화국의 역사
이집트 공화정의 역사는 1952년 시작된다. 제 1차 중동전쟁의 패전으로 이집트 내의 혼란이 가중되자 가말 압델 나세르와 무함마드 나기브를 중심으로 한 군부 쿠데타를 통해 왕정이 폐지되고 공화국으로의 체제 전환이 이루어졌다. 이 같은 체제 전환은 약 70여년 전 서구 열강에 의해 제거된 이스마일 파샤 이후 서구의 이익에 무조건적으로 찬동하는 군주제와 귀족제 폐지가 이루어짐으로써 쿠데타 지지자들의 세는 크게 증가했다. 
1953년 공식적으로 군주제가 폐지된 이후, 이집트는 1958년까지 이집트 공화국으로 알려졌으나 1958년부터 1971년까지는 아랍 연합 공화국으로, 1971년부터는 이집트 아랍 공화국으로 변화가 있었다.
이집트 공화정 수립 이후 4명의 대통령은 모두 1952년 쿠데타에서 중추적인 역할을 수행한 군인 출신이었으며 이들의 영향으로 정치적 참여와 언론의 자유가 제한되는 권위주의 정부가 유지되었다. 

## 나세르 집권기
1952년 이집트 혁명은 가말 압델 나세르와 무하마드 나기브가 이끌던 자유장교단이 주도한 혁명으로 군주제 및 신분 제도의 폐지를 이끌어 냈다.
혁명 이전 이집트는 왕정 국가로 신분 제도가 존재했다. 대부분의 토지는 귀족 계층이 소유하였고 다수 국민은 소작농에 불과했다. 이집트는 1922년 영국으로부터 명목상 독립했지만 실질적으로 대부분의 시장이 영국 자본에 잠식된 상태였으며 외교, 정치 분야에서 영국의 간섭을 받고 있었다. 즉 이집트는 실질적으로는 영국의 식민지 상태에 있었던 것이다. 이러한 국내 상황으로 반영 감정이 점차 고조되던 중 1952년 1월 25일 영국군이 페다인 지역의 경찰을 공격하며 약 50명이 사망하고 100명이 부상당하는 사건이 일어나자 반영 감정이 최고조에 달하게 되었다. 한편 소비에트 연방으로부터 지원을 받고 있던 자유장교단은 혁명의 때를 무르익었다고 판단하며 카이로 전역에 반 군주제 캠페인 포스터를 배포했다. 파루크 1세는 안정을 위해 개각을 단행했으나 새롭게 입각한 요인들조차 부패 혐의가 제기되자 왕정에 대한 불신은 극에 달하게 되었다. 일련의 상황으로 인해 자유장교단의 지지층은 급속도로 불어나자 파루크 1세는 군대의 통제권을 되찾기 위해 군대 내 근왕파 세력을 핵심 정부 요인으로 등용하지만 이는 자유장교단의 쿠데타를 결정짓는 결정적 요인으로 작용한다. 7월 19일 파루크 1세가 무하마드 나기브와 협상을 벌이며 잠시 유예된 쿠데타는 협상 결과 나기브가 내각 총리로 임명되고 파루크 1세의 망명을 요구했다. 이후 파루크 1세는 국외로 망명하며 정권 교체가 이루어지게 된다.